# Burmoniscus mauritiensis
Burmoniscus mauritiensis is een pissebed uit de familie Philosciidae. De wetenschappelijke naam van de soort is voor het eerst geldig gepubliceerd in 1983 door Taiti & Ferrara.